# 小玉新太郎
小玉 新太郎（こだま しんたろう、1885年 - 1923年）は、日本の化学者。1913年に鰹節のうまみ成分がイノシン酸であることを発見した。

## 経歴
1903年（明治36年）に愛媛県立松山中学校を卒業した。1907年（明治40年）3月に東京高等師範学校の数物化学部を卒業した。1910年（明治43年）12月に京都帝国大学理学部純正化学科を卒業した。京都帝国大学時代は久原躬弦門下であった。
その後、鈴木製薬所（現在の味の素）に入り、池田菊苗の指導の下で東京帝国大学で研究に従事した。このとき、鰹節のうまみ成分がイノシン酸であることを発見した。
1923年に死去した。